# Felix Hausdorff
Felix Hausdorff (Breslavia, 8 novembre 1868 – Bonn, 26 gennaio 1942) è stato un matematico tedesco di origine ebraica, noto per i suoi importanti contributi alla topologia, vittima dell'Olocausto.

## Biografia
Felix Hausdorff si laureò presso l'Università di Lipsia e ottenne il dottorato di ricerca nel 1891. Ivi insegnò matematica fino al 1910, finché non ottenne la stessa cattedra all'Università di Bonn. In questo periodo fornì grandi contributi alla teoria dei gruppi. Tra i fondatori della topologia moderna, contribuì in modo significativo anche alla teoria degli insiemi e all'analisi funzionale. Definì e studiò gli insiemi parzialmente ordinati, gli spazi di Hausdorff e le dimensioni di Hausdorff. Elaborò il principio di massimalità di Hausdorff e la soluzione a ciò che ora viene definito il problema del momento di Hausdorff. Pubblicò anche testi letterari e filosofici con lo pseudonimo di "Paul Mongré".
Con l'ascesa del nazismo, Hausdorff pensò che, nonostante fosse ebreo, la sua fama l'avrebbe risparmiato: invece presto le sue teorie furono additate come "non-tedesche" ed "ebree" nonché inutili. Gli fu revocata la cattedra nel 1935. Per quanto gli fosse impedito di pubblicare in Germania, egli continuò nelle sue ricerche pubblicandone gli esiti sulla rivista polacca Fundamenta Mathematicae. Dopo la Notte dei cristalli, Hausdorff si isolò, e quando capì che non poteva più evitare di essere deportato, si suicidò insieme alla moglie e alla cognata. Riguardo alle umiliazioni a cui Hausdorff e la sua famiglia furono particolarmente esposti dopo la Kristallnacht nel 1938, molto è noto e da molte fonti diverse, come dalle lettere di Bessel-Hagen.